# Chi-yun Eskelund
Mary Chi-yun Eskelund Nyvig f. Fei (født 16. august 1918 i Peking, død 11. november 2000) var en kinesisk-dansk forfatter, som var gift med forfatteren og journalisten Karl Eskelund. De blev forældre til fotomodellen Mei Mei Eskelund. 
Parret blev skilt i slutningen af 1960'erne. I 1957 havde Chi-Yun Fei Eskelund udgivet børnebogen Bamburu om en ghanesisk dreng i serien "Alverdens børn". Efter skilsmissen udgav hun tre kogebøger, en erindringsbog om sin barndom og opvækst i mellemkrigstidens Beijing og "Min Casanova" om samlivet med Karl Eskelund. 
Hun blev senere gift med byplanlægger Anders Nyvig.